# Jutta Kräutler-Berger
Jutta Kräutler-Berger (* 18. November 1958 in Bruck an der Mur als Jutta Berger) ist eine ehemalige österreichische Politikerin (Grüne) und Journalistin. Sie war von 1989 bis 1993 Abgeordnete zum Vorarlberger Landtag. 

## Ausbildung und Beruf
Kräutler-Berger besuchte zunächst die Volksschule in der Gemeinde Wörschach und dann das BG/BRG Stainach. 1971 zog sie mit ihrer Familie nach Vorarlberg um, wodurch sie in der Folge an das Gymnasium Sacré Coeur Riedenburg wechselte und 1977 maturierte. Beruflich ist Kräutler-Berger als Journalistin tätig. 

## Politik und Funktionen
Kräutler-Berger war Mitglied der Aktion Notwehr und engagierte sich als Mitglied bei Eltern für atomfreie Zukunft. Sie war zudem Gründungsmitglied der Kopra und als Mitglied des Vereins zur Förderung des Jüdischen Museums Hohenems aktiv. 
Kräutler-Berger zog nach der Landtagswahl in Vorarlberg 1989 als Abgeordnete des Wahlbezirkes Bregenz in den Vorarlberger Landtag ein, wobei sie am 24. Oktober 1989 als Vertreterin der Grünen Alternative Vorarlberg (GAV) angelobt wurde. Kräutler-Berger war dabei Parteimitglied der Grünen Alternative Vorarlberg bzw. der Partei Die Grünen – Die Grüne Alternative und gehörte auch zu den Gründungsmitgliedern Grünen Alternative Vorarlberg (GAV). Sie war Mitglied des Grünen Forum Bregenz und engagierte sich zudem als Mitglied der Offenen Liste Lauterach, wobei sie auch zu den Gründungsmitgliedern dieser Bürgerliste in der Gemeinde Lauterach gehörte. Sie war von 1990 bis 1992 als Vertreterin der offenen Liste Lauterach Mitglied der Gemeindevertretung und wirkte als Mitglied des Verkehrsausschusses, war Mitglied des Sozialausschusses und war Vertreterin der Offenen Liste im Kultur, Schule und Kindergartenausschuss. Zwischen April 1995 und Oktober 1995 war sie kurzfristig Ersatzmitglied der Stadtvertretung von Bregenz, wo sie Mitglied des Stadtplanungs- und Verkehrsausschusses sowie Ersatzmitglied des Umweltausschusses war. Kräutler-Berger schied am 12. April 1993 durch Mandatsniederlegung aus dem Landtag aus. Sie hatte während ihrer Zeit als Vorarlberger Landtagsabgeordnete keine Mitgliedschaft in einem Landtagsausschuss inne.

## Privates
Kräutler-Berger wurde als Tochter des ebenfalls in Bruck an der Mur geborenen Kaufmanns Othmar Berger geboren. Ihre Mutter Iris Berger, geborene Vielguth, stammte aus Wörschach. Kräutler-Berger ist verheiratet und wurde 1981 Mutter einer Tochter und 1984 Mutter eines Sohnes. 

## Werke
- Männerparlament auf Trab halten. In: Grüne Alternative Vorarlberg. Nr. 13, 1989, S. 3
- Warum eigentlich? In: Saublume. Nr. 3a, 1988, S. 4
- Einmal und nie wieder. In: Verzellt und verjöhrt. Feldkirch 1994, S. 46